# Municipio Emiliano Zapata (Tabasco)
Koordinaten: 17° 43′ N, 91° 40′ W
Emiliano Zapata ist ein Municipio im mexikanischen Bundesstaat Tabasco. Das Gemeindegebiet erstreckt sich über eine Fläche von 594,2 km², beim Zensus 2010 wurden 29.518 Einwohner im Municipio gezählt. Verwaltungssitz ist die gleichnamige Stadt Emiliano Zapata, die – wie auch das Municipio – nach dem Revolutionär Emiliano Zapata benannt ist.

## Geographie
Das Municipio Emiliano Zapata liegt im Osten des Bundesstaates auf bis zu 300 m Höhe in der Subregión de los Ríos der Región del Río Usumacinta. Es zählt zur Gänze zur physiographischen Provinz der südlichen Küstenebene des Golfes von Mexiko, davon je etwa zur Hälfte zu den Küsten-Schwemmebenen sowie zum Hügelland mit Ebenen. Das Municipio entwässert zur Gänze in den Golf von Mexiko, zu knapp zwei Dritteln über den Río Grijalva, gut ein Drittel über den Río Usumacinta. Vorherrschender Sedimenttyp ist mit 34,58 % der Gemeindefläche Sandstein bei über 40 % Alluvialboden. Bodentyp von mehr als 60 % des Municipios ist Gleye. 45 % des Municipios werden als Weideland genutzt, 22 % von Wald bedeckt und 15 % als Ackerland verwendet.
Das Municipio Emiliano Zapata grenzt an die Municipios Jonuta, Balancán und Tenosique sowie im Süden und Westen an den mexikanischen Bundesstaat Chiapas und im Norden an Campeche.

## Bevölkerung
Beim Zensus 2010 wurden im Municipio 29.518 Menschen in 7.931 Wohneinheiten gezählt, womit es zu den Municipios mit der kleinsten Bevölkerung des Bundesstaates zählt. Weniger als ein Prozent davon sind Sprecher einer indigenen Sprache, darunter 54 Sprecher des Chol und 44 der Tzeltal-Sprache. Etwas über 7 % der Bevölkerung waren Analphabeten. 48,75 % der Bewohner Emiliano Zapatas wurden als Erwerbspersonen registriert, wovon etwa 70 % Männer bzw. 4 % arbeitslos waren. 12,5 % der Bevölkerung lebten in extremer Armut.

## Orte
Das Municipio Emiliano Zapata umfasst 65 localidades, von denen nur der Hauptort und Chablé vom INEGI als urban klassifiziert ist. Neun Orte wiesen beim Zensus 2010 eine Einwohnerzahl von über 250 auf:
| Ort                                   | Einwohner |
| Emiliano Zapata                       | 20.030    |
| Chablé                                | 03.377    |
| Gregorio Méndez Magaña                | 01.307    |
| Chacama                               | 00.505    |
| Nuevo Chablé                          | 00.407    |
| Emiliano Zapata (Sección Pochote)     | 00.360    |
| Emiliano Zapata (Sección Jobal)       | 00.344    |
| La Isla                               | 00.288    |
| Emiliano Zapata (Sección el Avispero) | 00.277    |